# Thaddeus Cahill

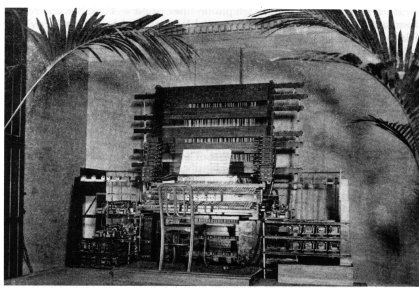
Telharmonium, ontworpen door Thaddeus Cahill 1897

Thaddeus Cahill (Iowa, 18 juni 1867 - New York, 12 april 1934) was een prominent uitvinder in het begin van de 20e eeuw. Hij is vooral bekend van de uitvinding van de eerste elektrische typemachine (1884) en het eerste elektromechanische muziekinstrument, namelijk het teleharmonium. Cahill had grote ambities met deze uitvinding: hij wilde het teleharmonium via de telefoonlijn muziek laten uitzenden in hotels, restaurants, theaters en zelfs gewone huizen. Doordat het telharmonium meer dan 200 ton woog en toen rond de 200.000 dollar kostte, werden er slechts drie exemplaren gebouwd. Cahills ambities werden nooit volledig vervuld. Zijn idee was echter niet zo vreemd, want bijna een eeuw later ontstond de streaming media.